# جبا (الجي)
جبا شعبة من وادي الجي قرب المسيجيد، بمنطقة المدينة المنورة.

## التاريخ
- قال الإسكندري:

جبا (أما بفتح الجيم والباء الموحدة مخففة مقصورة): شعبة من وادي الجي، وهي عند الرّويثة بين مكة والمدينة.